# Ryan Garton
Pour les articles homonymes, voir Garton.
Ryan Patrick Garton (né le 5 décembre 1989 à Clearwater, Floride, États-Unis) est un lanceur de relève droitier des Mariners de Seattle de la Ligue majeure de baseball.

## Carrière
Joueur des Owls de la Florida Atlantic University, Ryan Garton est choisi par les Rays de Tampa Bay au 34e tour de sélection du repêchage amateur de 2012.
Il fait ses débuts dans le baseball majeur avec les Rays le 26 mai 2016. Lors des saisons 2016 et 2017, il apparaît dans 44 matchs de Tampa Bay et sa moyenne de points mérités s'élève à 5,26 en 49 manches et deux tiers lancées.
Le 6 août 2017, les Rays échangent Garton et le receveur des ligues mineures Mike Marjama en retour de deux joueurs de ligues mineures : le lanceur gaucher Anthony Misiewicz et le deuxième but Luis Rengifo, ainsi qu'un joueur à être nommé plus tard.